# Solo dal vivo
Albums de Gianmaria Testa
F. à Léo
(2008) Vitamia
(2011)
Solo dal vivo est un album en concert de Gianmaria Testa enregistré le 3 mai 2008 à l'Auditorium Parco della Musica de Rome et paru le 26 février 2009 sur le label Le Chant du Monde chez Harmonia Mundi.

## Liste des titres de l'album
Sauf mention les compositions et les textes sont de Gianmaria Testa :	 
1. Ladies and Gentlemen - 0:31
2. La nave - 1:32
3. Dentro la tasca di un qualunque mattino - 2:50
4. Il valzer di un giorno - 4:16
5. Un aeroplano a vela - 3:19
6. Piccoli fiumi - 2:47
7. Comete - 3:25
8. Seminatori di grano - 3:17
9. Forse qualcuno domani - 5:27
10. Una barca scura - 3:14
11. Polvere di gesso - 4:33
12. Il passo e l'incanto - 6:16
13. 4/3/2009 - 4:13
14. Al mercato di Porta Palazzo - 2:48
15. Ritals - 4:46
16. La nostra città - 2:09
17. Sei la conchiglia - 2:29
18. Avrei voluto baciarti - 0:54
19. Gli amanti di Roma - 3:19
20. Biancaluna - 3:51
21. Come al cielo gli aeroplani - 2:41

## Musiciens ayant participé à l'album
- Gianmaria Testa : chant et guitare